# Standret
 Denne artikel omhandler overvejende eller alene danske forhold. Hjælp gerne med at gøre artiklen mere almen.
Standret er en militær særdomstol, som nedsættes under krig eller undtagelsestilstand, for at dømme i sager, hvor det antages, at krigsmagten udsættes for alvorlig fare, hvis ikke forbrydelsen straffes omgående. Det kan dreje sig om spionage, mytteri, oprør og desertering, samt andre handlinger, som enten virker nedsættende på krigsmagtens effektivitet eller nedbrydende på personellets disciplin og moral.
En standret har oftest en officer som formand og et større eller mindre antal militærpersoner af forskellig grad som medlemmer. Rettergangsformen er summarisk, oftest uden anvendelse af en forsvarer, og i mange tilfælde er de eneste mulige sanktioner frifindelse eller dødsstraf, som i givet fald eksekveres straks.
I Danmark var der bestemmelser om anvendelse af standret i Krigsretsinstruks af 9. marts 1683. Standretten kunne nedsættes af den øverstbefalende i tilfælde hvor forbrydelsen var belagt med dødsstraf, og såfremt sagen kunne afgøres uden yderligere undersøgelse, fordi som det hed "gerningen var sin egen anklager og vidne". Standretsbehandling blev anvendt i to tilfælde under Treårskrigen, hvor begge sager dog endte med frifindelse. Under krigen i 1864 blev standretsprocedure ikke anvendt. Bestemmelsen i den gamle krigsretsinstruks bortfaldt da Militær Retsplejelov trådte i kraft i 1919.
I forbindelse med et oprør i Tugt- Rasp- og Forbedringshuset på Christianshavn i 1817 blev der nedsat en militær standret, som idømte 14 fanger dødsstraf.
Under Besættelsen blev standretsbehandling i stor udstrækning anvendt af den tyske værnemagt i Danmark mod forbrydelser indenfor egne rækker, herunder også mod handlinger udført af dansk personel i tysk tjeneste. Et ukendt, men formentlig stort, antal tyske soldater blev idømt dødstraf for desertering eller for "Wehrkraftzersetzung" (nedsættelse af værnekraften). Det mest kendte eksempel på en tysk standrets virksomhed på dansk område er Mytterisagen mod besætningen fra den tyske minestryger 612. Elleve medlemmer af besætningen blev den 5. maj 1945, dvs. efter den tyske kapitulation, dømt til døden og samme aften henrettet, medens skibet befandt sig i Alssund lidt nord for Sønderborg.
De medlemmer af modstandsbevægelsen, som blev henrettet af tyskerne under besættelsen, blev alle dømt ved den "ordinære" SS- und Polizeigericht XXX. Kopenhagen, som ikke kan betegnes som en standret.
Begrebet standret anvendes også i en bredere betydninger om retslignende afgørelser, der træffes uden dommerens medvirken, for eksempel eksklusionssager fra foreninger eller politiske partier.